# فينتسو دي جوس
فينتسو دي جوس هي قرية تقع في إقليم ألبا في رومانيا.

## السكان

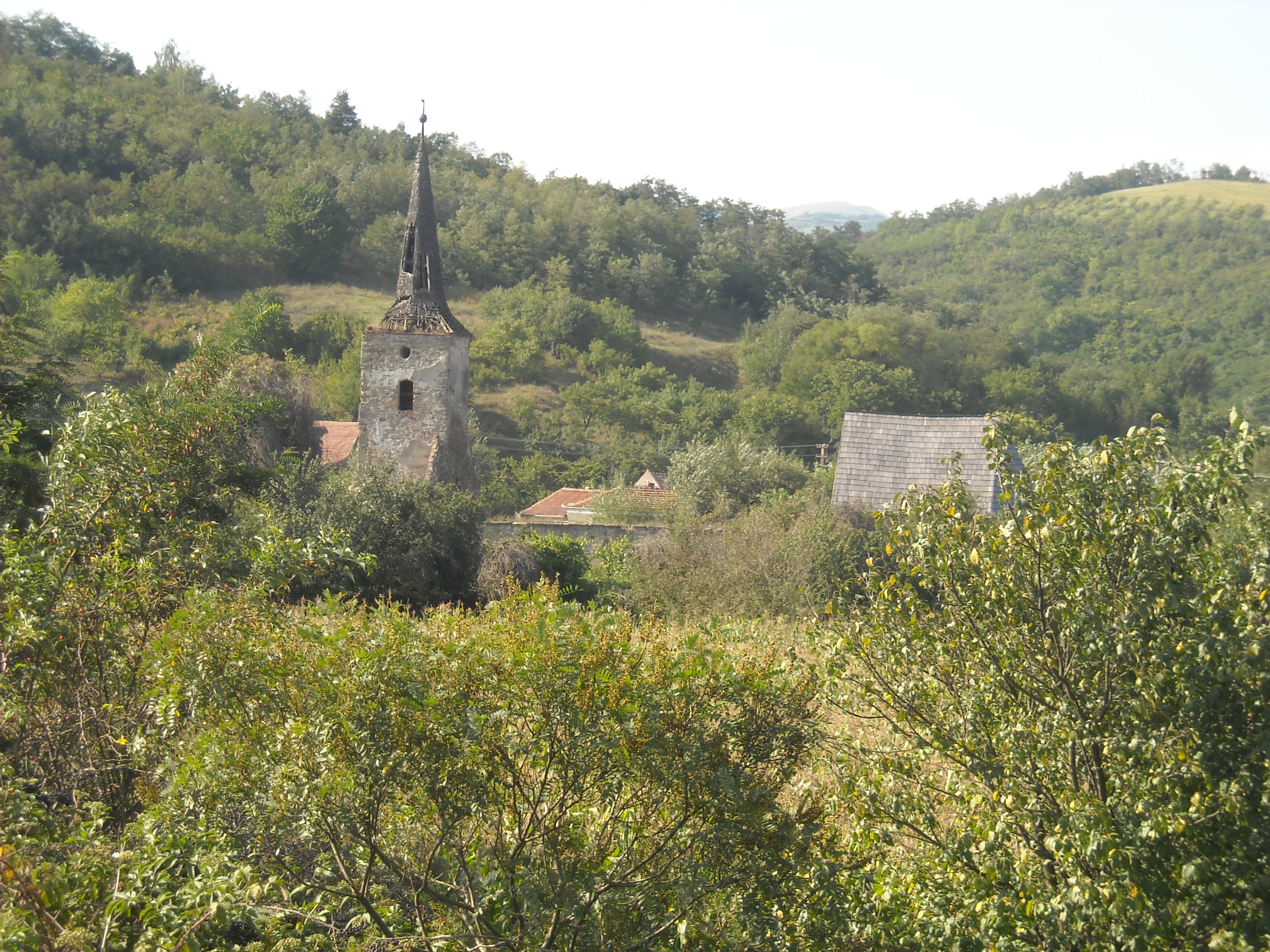
كنيسة

حسب إحصائيات 2002 بلغ عدد سكان القرية 5,295 نسمة.